# St. Theresia (Seon)

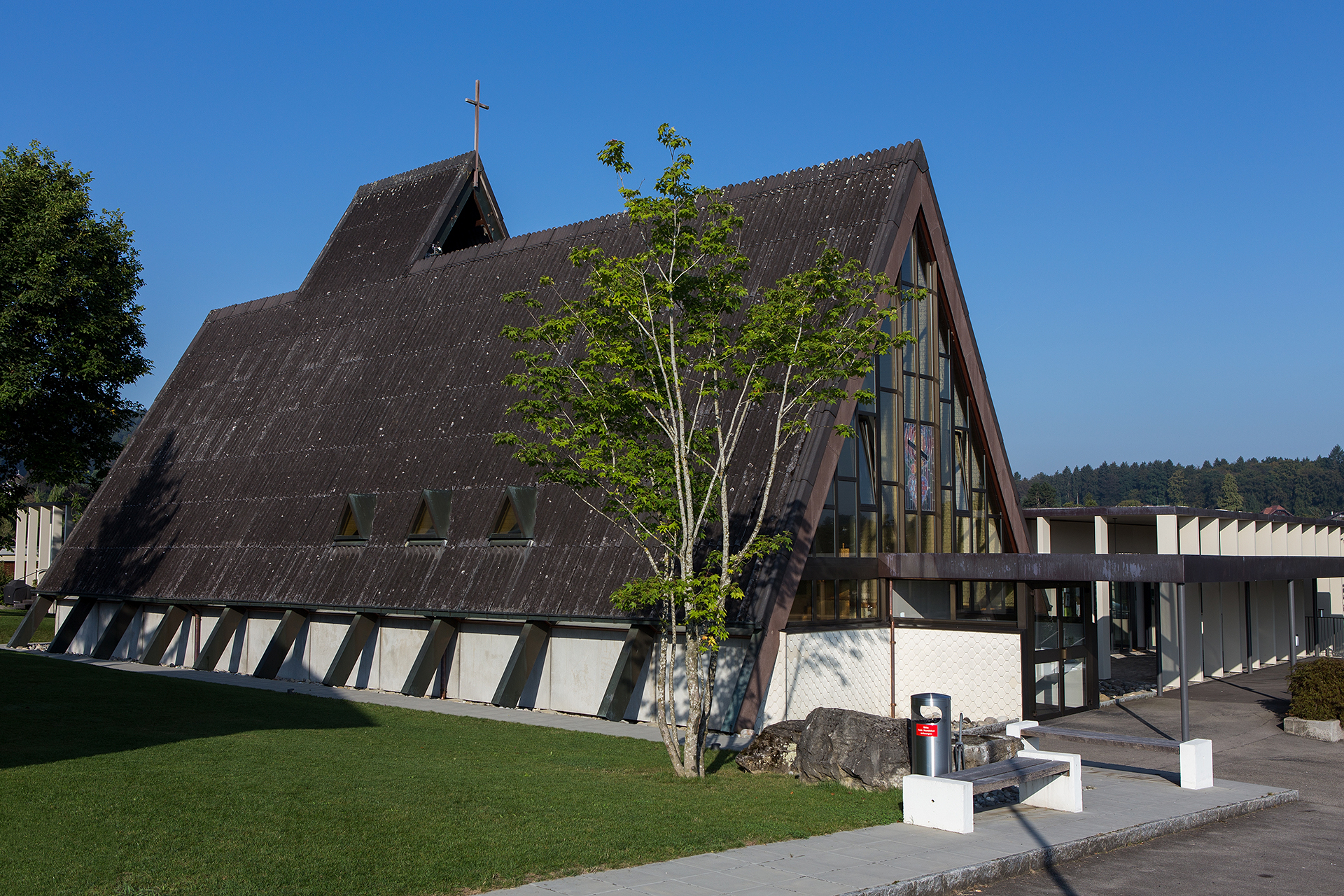
St. Theresia, Seon

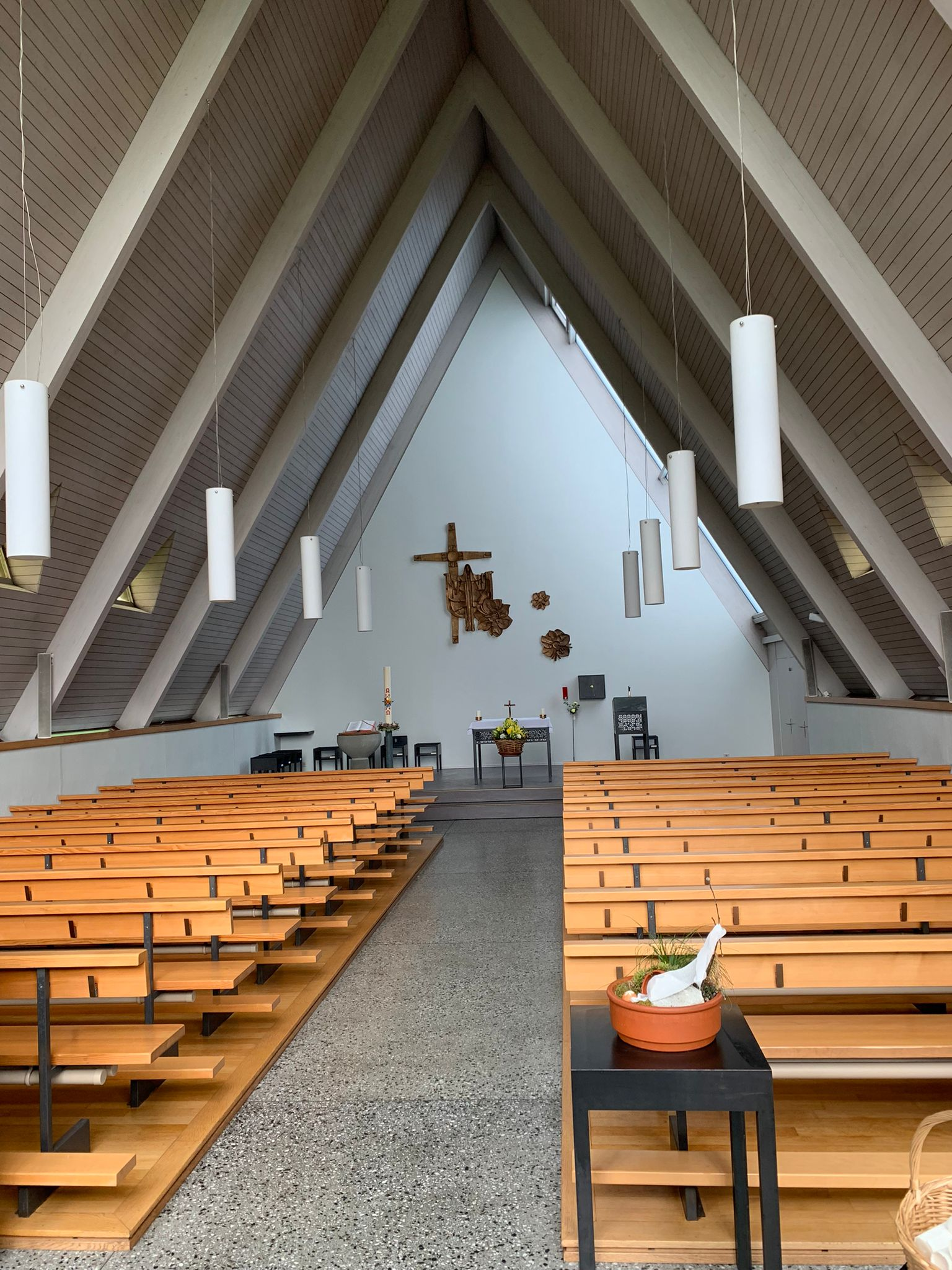
Innenraum

Die Kirche St. Theresia ist ein römisch-katholisches Kirchengebäude in Seon, im Schweizer Kanton Aargau.

## Geschichte
Die Pfarrkirche in Seon wurde 1528 mit der Reformation evangelisch. Zwischen 1950 und 1970 stieg die Zahl der römisch-katholischen Gläubigen, insbesondere durch italienische Gastarbeiter. Die Integration der italienischen Gemeinschaft wurde durch soziale und kulturelle Angebote gefördert.
Der Bau der Theresienkirche in Seon wurde durch Spenden ermöglicht. Der Bau begann 1966, und die Kirche wurde am 21. August 1966 durch Bischof Franziskus von Streng geweiht. Sie gehört zur Pfarrei Lenzburg.
Das Gebäude wurde 2014 in zwei Bauetappen erweitert.

## Architektur
Die markante Bauweise der Kirche vereint traditionelle und moderne Architektur.
Die St.-Theresia-Kirche in Seon und die Pauluskirche in Lupfig (1965) weisen ähnliche architektonische Merkmale auf, die die Architektur der 1960er Jahre repräsentieren. Die klare Linienführung und die Schlichtheit der Formen sind charakteristisch für die Architektur dieser Zeit. 